# Sascha Thiesies
Sascha Thiesies (* 2. Februar 1980 in Leverkusen) ist ein ehemaliger deutscher Basketballspieler.

## Werdegang
Thiesies wurde als Jugendlicher mit Bayer 04 Leverkusen dreimal deutscher Jugendmeister: 1994 und 1995 in der C-Jugend, 1996 in der B-Jugend. Sein einziges Spiel in der Basketball-Bundesliga bestritt er für Leverkusen in der Saison 1998/99, Anfang Dezember 1998 gegen TVG Basketball Trier. 1997 gehörte Thiesies zum Aufgebot der deutschen Juniorennationalmannschaft.